# Kantonnale regering
De kantonnale regering is in Zwitserland de uitvoerende macht van de kantons.

## Werking
De Zwitserse kantonnale regeringen kennen een directoriaal regeringssysteem, hetgeen onder meer impliceert dat de kantonnale regering geen vertrouwen van het kantonnaal parlement nodig heeft en dat de regeringsleden niet tussentijds door het parlement kunnen worden weggestuurd. De kantonnale regering kan het kantonnaal parlement ook niet vroegtijdig ontbinden.

## Verkiezing
De kantonnale regeringen worden door het volk gekozen, vrijwel altijd gelijktijdig met de verkiezingen voor het kantonsparlement. De kantonnale regeringen vormen min of meer een afspiegeling van de politieke krachten van dat moment. Alle belangrijke partijen zijn meestal vertegenwoordigd, zodat dus alle politieke krachten politieke verantwoordelijkheid dragen.
In het kanton Ticino worden de leden van de kantonnale regeringen gekozen volgens evenredige vertegenwoordiging. In de andere kantons kent men freiwilliger Proporz: formeel worden de regeringsleden volgens een meerderheidsstelsel gekozen, maar doordat de partijen slechts het aantal kandidaten nomineren waar ze proportioneel gezien recht op hebben, vormt de samenstelling van de kantonnale regeringen toch een redelijke, maar lang niet altijd precieze, afspiegeling van het kantonsparlement.

## Samenstelling
Een kantonnale regeringen telt vijf of zeven leden. Ieder lid van de kantonnale regeringen beheert een departement of  directie. Deze departementen of directies worden na de verkiezingen onderling onder de regeringsleden verdeeld. De meeste kantonnale regeringen kennen een jaarlijks roulerend voorzitterschap. In de kantons Basel-Stadt, Vaud en Genève wordt de voorzitter voor de volledige regeringstermijn gekozen. In enkele kleinere kantons wordt de voorzitter landammann genoemd.

## Naamgeving
De naamgeving van de kantonnale regering verschilt per kanton. Regeringsraad (Duits: Regierungsrat) is in de meeste Duitstalige kantons van Zwitserland de benaming voor het uitvoerend bestuur van een kanton. In 16 kantons kent men een Regeringsraad. In de andere kantons kent men ter aanduiding van de kantonsregering de Staatsraad (Frans: Conseil d'État;, voornamelijk in West-Zwitserland Duits: Staatsrat, in Wallis en Fribourg, Italiaans: Consiglio di Stato, in het kanton Ticino) of Regering (Frans: Gouvernement, in het kanton kanton Jura, Duits: Regierung, in Sankt Gallen en Graubünden, Reto-Romaans: Regenza, in Graubünden, Italiaans: Governo, in Graubünden).
Appenzell Innerrhoden kent als uitvoerend bestuur de Standeskommission (Kantonscommissie, of Standencommissie). Deze bestaat uit 7 personen en wordt tijdens de Landsgemeinde (een eeuwenoude vorm van democratie) gekozen.

## Overzicht
| Kanton                 | Kantonnale regering                        | Kantonnale regering                      | Aantal leden |
| Kanton                 | Nederlandse benaming                       | Lokale benaming                          | Aantal leden |
| ---------------------- | ------------------------------------------ | ---------------------------------------- | ------------ |
| Aargau                 | Regeringsraad van Aargau                   | Regierungsrat (de)                       | 5            |
| Appenzell Ausserrhoden | Regeringsraad van Appenzell Ausserrhoden   | Regierungsrat (de)                       | 7            |
| Appenzell Innerrhoden  | Kantonscommissie van Appenzell Innerrhoden | Standeskommission (de)                   | 7            |
| Bazel-Landschap        | Regeringsraad van Basel-Landschaft         | Regierungsrat (de)                       | 5            |
| Bazel-Stad             | Regeringsraad van Basel-Stadt              | Regierungsrat (de)                       | 7            |
| Bern                   | Regeringsraad van Bern                     | Regierungsrat (de) Conseil exécutif (fr) | 7            |
| Fribourg               | Staatsraad van Fribourg                    | Conseil d'État (fr) Staatsrat (de)       | 7            |
| Genève                 | Staatsraad van Genève                      | Conseil d'État (fr)                      | 5            |
| Glarus                 | Regeringsraad van Glarus                   | Regierungsrat (de)                       | 7            |
| Graubünden             | Regering van Graubünden                    | Regierung (de) Regenza (rm) Governo (it) | 5            |
| Jura                   | Regering van Jura                          | Gouvernement (fr)                        | 5            |
| Luzern                 | Regeringsraad van Luzern                   | Regierungsrat (de)                       | 5            |
| Neuchâtel              | Staatsraad van Neuchâtel                   | Conseil d'État (fr)                      | 5            |
| Nidwalden              | Regeringsraad van Nidwalden                | Regierungsrat (de)                       | 7            |
| Obwalden               | Regeringsraad van Obwalden                 | Regierungsrat (de)                       | 5            |
| Sankt Gallen           | Regering van Sankt Gallen                  | Regierung (de)                           | 7            |
| Schaffhausen           | Regeringsraad van Schaffhausen             | Regierungsrat (de)                       | 5            |
| Schwyz                 | Regeringsraad van Schwyz                   | Regierungsrat (de)                       | 7            |
| Solothurn              | Regeringsraad van Solothurn                | Regierungsrat (de)                       | 5            |
| Thurgau                | Regeringsraad van Thurgau                  | Regierungsrat (de)                       | 5            |
| Ticino                 | Staatsraad van Ticino                      | Consiglio di Stato (it)                  | 7            |
| Uri                    | Regeringsraad van Uri                      | Regierungsrat (de)                       | 7            |
| Vaud                   | Staatsraad van Vaud                        | Conseil d'État (fr)                      | 7            |
| Wallis                 | Staatsraad van Wallis                      | Conseil d'État (fr) Staatsrat (de)       | 5            |
| Zug                    | Regeringsraad van Zug                      | Regierungsrat (de)                       | 7            |
| Zürich                 | Regeringsraad van Zürich                   | Regierungsrat (de)                       | 7            |